# Cornerhouse
La Cornerhouse est un ancien complexe de Manchester comprenant trois cinémas, des galeries d'art, une librairie, un bar et un café. Actif de 1985 à 2015, il était situé près de la gare d'Oxford Road, sur Oxford Street.

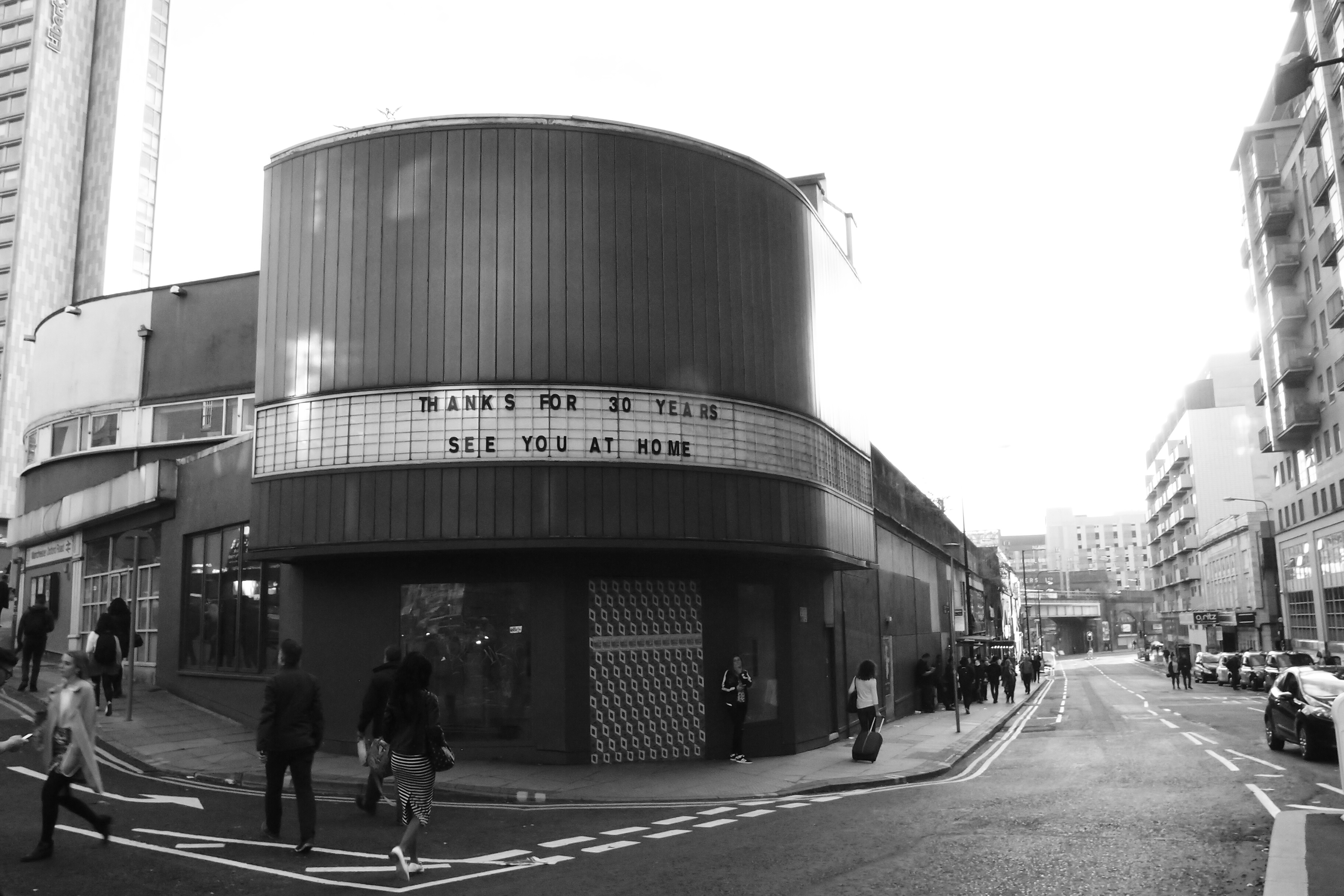
La Cornerhouse (fermée) en septembre 2016, annonçant le transfert de ses activités à HOME.